# 黃宗澤
黃宗澤（英語： Chung Chak；1980年12月13日—），籍貫廣東潮州 。香港演員及歌手，現為邵氏兄弟藝員及香港無綫電視合約男藝員，並以《廉政狙擊》在《萬千星輝頒獎典禮2023》奪得「大灣區最喜愛TVB男主角」，成為大灣區視帝。

## 入行經過
黃宗澤入行前住沙田沙角邨，小學時就讀天主教伍華小學（1992年），於中學時就讀中華基督教會基協中學（1999年中七）。學生時期在街上被星探看中而投身演藝圈，1998年拍攝「陽光檸檬茶」廣告，廣告播出後不少經理人公司亦有意與其簽約，但當年正讀中六的黃宗澤欲先完成中七課程後才決定加入娛樂圈與否。1999年在古天樂的經理人介紹下加入無綫電視成為合約藝人。
黃宗澤是香港歌影視三棲藝人，早年拍攝多套電視劇，憑《衝上雲霄》的謝立豪一角而廣為人熟悉，代表作品包括《賭場風雲》的「張來富」、《潛行狙擊》的「跛co」、《護花危情》的「許sir」、《幕後玩家》的「Sheldon 秦昇海」等。

## 電視發展
未受正統演藝訓練的黃宗澤，初期加入無綫電視綜藝科，演出綜藝節目與擔任節目主持，主持過的節目包括《直check電視城》和《非常音樂空間》等。亦不時於電視劇集中跑龍套。
2003年，參演了無綫偶像劇代表作《戀愛自由式》，與陳文媛、蕭正楠、唐寧、鄧麗欣等多位青春偶像合作。同年也參演重頭劇《衝上雲霄》戲中他飾演機師「謝立豪」，與劇中吳卓羲、馬國明及陳鍵鋒被封為「S4」，大受歡迎，黃宗澤亦名氣大增。其後獲無綫電視力捧。
2004年，首次于劇集《我師傅係黃飛鴻》中擔當第一男主角，與前輩姜大衛合作。
2005年，主演的《我的野蠻奶奶》平均收視有34點。黃宗澤於劇中飾演的「甯茂春」表面怕額娘怕娘子，事實上是經常為民拯命的大俠「不留名」，生鬼演出大獲好評，亦令他人氣飆升。更憑「甯茂春」一角，以大熱姿態奪得《2005年度萬千星輝頒獎典禮》「飛躍進步男藝員」獎，並且首度入圍「最佳男主角」。於《阿旺新傳》中飾演郭晉安同父異母的弟弟「鍾子聰」，以遊艇出場一幕讓不少人發現原來黃宗澤除了搞笑角色，飾演富家子弟亦很有魅力，劇中他與相差10年的宣萱感情戲亦令不少觀眾受落。同年，黃宗澤開始主唱動畫與電視劇的主題曲。
2006年，黃宗澤主演的《天幕下的戀人》最高收視達37點，於劇中上演一段苦戀不成的愛情故事，「權力」一角令不少觀眾心疼，其後更入圍《2006年萬千星輝頒獎典禮》「最佳男主角」及「我最喜愛的電視男角色」。
2007年，他於《賭場風雲》客串「齊歡樂／張來富」一角，為歐陽震華失散多年的弟弟。劇集前期，黃宗澤的角色是自閉青年，後來成為年青有為的少年賭神 。其中一幕講述張來富撿起地上魚蛋食，專業的精神及細膩的演繹令他獲監制不斷加戲，由客串變為第三男主角，其演技亦受觀眾讚賞。
2008年，黃宗澤的曝光率頗高，《野蠻奶奶大戰戈師奶》、《最美麗的第七天》、《溏心風暴之家好月圓》及《珠光寶氣》均擔演重要角色。首兩套的收視均是全年的頭三甲。除此之外，黃宗澤也正式加入歌手行列，推出首張人個人EP「In Love with Bosco」口碑不俗，而且EP也因黃宗澤在TVB的人氣而大賣。然後還正式進軍影壇與陳百祥合演《大四喜》。
2009年，於《烈火雄心3》的「方履安」是為一名熱愛消防工作的消防員。首集平均收視36點，打破了《火舞黃沙》的記錄。多場爆破大場面令此劇備受關注，更憑「方履安」一角首次躋身《2009年萬千星輝頒獎典禮》「最佳男主角」最後五強。
2010年，首次接演内地電視劇《跑馬場》。同年，於《摘星之旅》首次飾演奸角，造型及演技亦被網民讚賞。
2011年，繼《摘星之旅》後於熱門劇集《潛行狙擊》再次嘗試奸角，飾演黑社會大佬「跛Co」。劇集前期，「跛Co」是一個過氣的小混混，被眾人瞧不起，其中舔「威利哥」鞋底一幕令他備受讚賞。聰明的「跛Co」被「Laughing Sir」看中，成為警方線人。劇集尾端，與謝天華和劉松仁對立，「跛Co」一角被視為全劇最搶眼的角色，被觀眾稱讚有驚喜之餘，「跛Co」的髮型亦備受吹捧。 他並憑「跛Co」一角以黑馬姿態二度入圍《2011年萬千星輝頒獎典禮》「最佳男主角」及「我最喜愛的電視男角色」五強。
2012年，年度唯一劇集，並擔正第一男主角的《護花危情》平均收視高達32點，更成為2012年度收視冠軍。他憑「許瑋琛」一角入圍《萬千星輝頒獎典禮2012》「最佳男主角」及「我最喜愛的電視男角色」及《MY AOD我的最愛頒獎典禮2012》「我的最愛電視男主角」、「我的最愛電視螢幕情侶」最後五强，並奪得「十五大我的最愛電視角色」。同年接演由著名作家张小嫻同名小說改編的偶像劇《面包樹上的女人》出演才氣横溢的填詞人林方文。面劇陣容強大，合作演員包括唐嫣、隋棠、宥勝、林美秀、宋新妮、柳岩、嚴藝丹、孫藝洲、李金銘等。由徐譽庭任編劇（代表作：《我可能不會愛你》）及有台灣偶像劇金牌導演之稱的陳銘章執導（代表作：《命中注定我愛你》、《醉後決定愛上你》）。演員的人氣加上吸引的主題令此劇未播先熱，根據Vlinkage的調查數據顯示，此劇更高居「電視劇網民期待指數」的榜首數月。
2013年，於重頭劇《好心作怪》一人分飾攣生兄弟「姚日山」及「姚月山」，分別為醫生和調酒師，演技受到好評。年初，Bosco三度接拍內地劇集《少年神探狄仁傑》，與林心如、戚薇、馬天宇、袁弘等合作，出演第一男主角「狄仁傑」。為籌備在香港快將開業的蠔吧，Bosco暫時棄拍中國內地劇集專注香港市場，5月起留港拍攝喜劇《貓屎媽媽》，出演第一男主角「鮑址堤」，飾演一名咖啡師兼帶子洪郎。9月起拍攝重頭劇《點金勝手》，飾演一名金融界的風雲人物「卓彧」，而劇集便是講述這位「點金聖手」的奮鬥史，備受看好並反派變正派的角色。同年於新加坡《星和無線電視大獎2013》獲得3獎成為大贏家，包括「我最愛TVB男藝人」，成為「TVB新加坡視帝」。其後亦於《萬千星輝頒獎典禮2014》及《萬千星輝頒獎典禮2015》連續兩年獲頒「中國內地最受歡迎TVB劇男藝人」，成為「TVB內地視帝」。
2016年，於賀歲劇集《警犬巴打》中飾演富喜感的警察黎溢湫，與鍾嘉欣的搞笑演出獲網民贊同。同年於台慶劇《幕後玩家》飾演一個為賺錢不擇手段，甚至抛妻棄女及勾義嫂的第一男主角兼大反派秦昇海，精湛演出令觀眾咬牙切齒。
近年曾為無綫電視監製徐遇安和劉家豪的常用演員。
2017年，與無綫電視約滿後不再續約，結束了18年的賓主關係，50週年台慶劇《溏心風暴3》是他的告別作，後加盟邵氏兄弟，並主力在中國內地發展。
2018-2019年，Bosco 參與邵氏網劇《飛虎之雷霆極戰》的拍攝工作，其間腳掌意外骨折。
2021年9月，經時任TVB總經理曾志偉先生親自邀請，黃宗澤拍摄《法证先锋V》，事隔4年後並重回無綫電視再度拍攝的劇集。
2022年10月，黃宗澤在拍戲時头部被航拍无人机击中。
2025年1月，黃宗澤將會参與拍攝由佘詩曼主演的《新聞女王2》，與阿佘首次合作。

## 電影發展
2008年首度接拍電影，領行主演《大四喜》。
2012年，於《等我愛你》首次擔正第一男主角。
2013年，拍攝《神獸巴打》再度擔任男主角。
2014年，拍攝電影《男人唔可以窮》，飾演一名七失青年薛可正。電影於9月在香港上映，票房: 港幣4,359,230，並榮獲第6屆歐洲萬像國際華語電影節最佳男主角。12月24日在中國大陸上映。
2016年，《刑警兄弟》（原名：神兽巴打）担任第一男主角。
2022年，客串電影《反貪風暴5：最終章》。
2023年，《無間一戰》担任第一男主角。
2023年，《紮職2》担任第一男主角。
2024年，《紮職3》擔任第一男主角。

## 音樂發展
黃宗澤於2008年簽約東亞唱片進軍樂壇，在2008年12月5日推出首張個人EP《In Love With Bosco》，銷量高達一萬五千張。2010年二度推出唱片《Bravo》，銷量亦高達一萬五千張，為金唱片的成績。
當黃宗澤主力在中國內地發展時，香港樂迷便記掛住黃宗澤的聲音，而最後網民一致認同香港樂壇欠黃宗澤一個交代，而黃宗澤的首本名曲最後祝福也成為經典。
2009年曾與陳奕迅合唱《K歌之王》，成為一時佳話，及後黃宗澤一度封麥，專心拍戲。闊別樂壇十年，黃宗澤於2019年復出樂壇並推出新歌《發夢之王》。

## 感情生活

### 戀愛歷程

#### 胡杏兒
前任女友為前TVB的當家花旦胡杏兒。兩人于2005年相戀後一直很低調，其後，胡杏兒在《萬千星輝頒獎典禮2011》上公开戀情。2012年7月25日，胡杏兒及黃宗澤接受查小欣訪問證實分手，並稱雙方達成共識、和平分手。

#### 楊崢
2014年2月初黃宗澤被爆出與香港著名模特楊崢譜出姐弟戀，之後兩人均公開承認戀情，“黃楊戀”更成為城中熱話，但後來以分手為結局。

## 影視作品

### 電視劇（無綫電視）
| 首播   | 劇名                     | 角色                            |
| 2000年 | 創世紀II天地有情         | 黑幫槍手                        |
| 2000年 | 雷霆第一關               |                                 |
| 2000年 | 金装四大才子             |                                 |
| 2000年 | 大囍之家                 |                                 |
| 2001年 | 婚前昏後                 | 男伴遊                          |
| 2002年 | 無頭東宮                 | 官兵                            |
| 2002年 | 我要Fit一Fit             | Ken                             |
| 2002年 | 烈火雄心II               | 張利喜                          |
| 2003年 | 戀愛自由式               | 涂少磊（Louis）                   |
| 2003年 | 英雄·刀·少年             | 譚嗣同                          |
| 2003年 | 衝上雲霄                 | 謝立豪（Chris）                 |
| 2004年 | 足秤老婆八兩夫           | 陸萬斗                          |
| 2004年 | 天涯俠醫                 | 童子琛（童子軍）                |
| 2005年 | 我師傅係黃飛鴻           | 黃飛鴻                          |
| 2005年 | 奇幻潮之《一日死神》     | 陳駿驃                          |
| 2005年 | 我的野蠻奶奶             | 甯茂春（不留名）                |
| 2005年 | 阿旺新傳                 | 鍾子聰（Michael）               |
| 2006年 | 覆雨翻雲                 | 韓柏                            |
| 2006年 | 天幕下的戀人             | 權力（Nick）                    |
| 2006年 | 上海傳奇                 | 石世九                          |
| 2006年 | 賭場風雲                 | 張來富／齊歡樂                  |
| 2006年 | 千謊百計                 | 呂濤                            |
| 2007年 | 溏心風暴                 | 唐至逸（Gilbert）               |
| 2007年 | 強劍                     | 成風／司馬風                    |
| 2008年 | 野蠻奶奶大戰戈師奶       | 戈 德（Kyle）                   |
| 2008年 | 最美麗的第七天           | 許懷仁（Don）                   |
| 2008年 | 溏心風暴之家好月圓       | 凌至信（Dr.Ling）               |
| 2008年 | 珠光寶氣                 | 石泰川（William）               |
| 2009年 | 烈火雄心3                | 方履安（Encore）                |
| 2010年 | 情人眼裏高一D            | 廑力信                          |
| 2010年 | 摘星之旅                 | 鍾林大（Linus）                 |
| 2010年 | 讀心神探                 | 何禮賢（Trevor）                |
| 2011年 | 隔離七日情               | 趙展龍                          |
| 2011年 | 女拳                     | 雷正龍                          |
| 2011年 | 潛行狙擊                 | 蘇星柏（Michael）               |
| 2012年 | 護花危情                 | 許瑋琛（許Sir）                 |
| 2013年 | 好心作怪                 | 姚日山／姚月山                  |
| 2013年 | 貓屎媽媽                 | 鮑址堤（提子包）                |
| 2014年 | 點金勝手                 | 卓彧（Damon）                   |
| 2015年 | 無雙譜                   | 張珍                            |
| 2016年 | 警犬巴打                 | 黎溢湫（火水Sir、巴打）         |
| 2016年 | 幕後玩家                 | 秦昇海（Sheldon）               |
| 2017年 | 溏心風暴3                | 凌乘風（阿九）                  |
| 2022年 | 法證先鋒V                | 余星柏（余Sir）                 |
| 2023年 | 新聞女王                 | 古肇華 ( Kingston )（特別演出） |
| 2024年 | 法證先鋒VI：倖存者的救贖 | 余星柏（余Sir）                 |
| 待播映 | 新聞女王2                | 古肇華 ( Kingston )             |
| 籌備中 | 風華背後                 |                                 |

### 電視劇（邵氏兄弟）
| 首播   | 劇名             | 角色            |
| 2018年 | 飛虎之潛行極戰   | 高家朗          |
| 2018年 | 守護神之保險調查 | 百天明          |
| 2019年 | 飛虎之雷霆極戰   | 汪國棟          |
| 2020年 | 非凡三俠         | 陳燦（陳龍）    |
| 2021年 | 飛虎3壯志英雄    | 張嘉軒          |
| 2023年 | 廉政狙擊         | 洛子峰（洛Sir） |
| 2025年 | 執法者們         | 周俊傑          |

### 電視劇（其他）
| 首播   | 頻道                 | 劇名                       | 角色             | 產地     |
| 2012年 | 央视八套             | 跑馬場                     | 左天一（图苏里） | 中國大陸 |
| 2014年 | 台州影视频道         | 少年神探狄仁杰             | 狄仁杰           | 中國大陸 |
| 2015年 | 湖南卫视             | 偏偏喜欢你                 | 沈文涛           | 中國大陸 |
| 2015年 | 深圳卫视             | 長在麵包樹上的女人         | 林方文           | 中國大陸 |
| 2016年 | 北京影视频道         | 神探杨金邦                 | 杨金邦           | 中國大陸 |
| 2017年 | 湖南卫视             | 那片星空那片海（第二季）   | 墨痕             | 中國大陸 |
| 2019年 | 优酷                 | 我知道你的秘密             | 陆北辰/陆北深    | 中國大陸 |
| 2020年 | 腾讯视频/优酷/爱奇艺 | 戰毒                       | 韦俊轩           | 中港合拍 |
| 2021年 | 优酷                 | 奶爸当家(2015年拍攝)       | 高寒             | 中國大陸 |
| 2023年 | 优酷                 | 妙手                       | 林昊             | 中國大陸 |
| 2023年 | 优酷                 | 叠影狙擊                   | 袁晟傑           | 中港合拍 |
| 2025年 |                      | 搏忆                       | 王建             |          |
| 待播映 |                      | 爱让我们在一起             | 小萌             | 中國大陸 |
| 待播映 |                      | 我的真命天女（最好的我們） | 陈昭             | 中國大陸 |
| 待播映 | 暗戀者的救贖         |                            |                  |          |

### 電影
| 首映   | 片名                 | 角色              |
| 2008年 | 大四喜               | 何 輝             |
| 2010年 | 72家租客             | 哈仔太郎          |
| 2010年 | 我的野蠻女友2        | 楊 過             |
| 2011年 | 我愛HK開心萬歲       | 吳 順（青年版）   |
| 2011年 | 勁抽福祿壽           | Ben               |
| 2011年 | Laughing Gor之潛罪犯 | 蘇星柏（Michael） |
| 2012年 | 2012我愛HK 喜上加囍  | 樂易瓦            |
| 2012年 | 等我爱你             | 秋 炳             |
| 2013年 | 2013我愛HK 恭喜發財  | 宋池雄（青年版）  |
| 2013年 | 在一起               | 林 歡             |
| 2014年 | 男人唔可以窮         | 薛可正            |
| 2016年 | 刑警兄弟             | 陳見飛（仆街鳥）  |
| 2021年 | G風暴                | 程非熊            |
| 2023年 | 無間一戰             | 彭健誠            |
| 2023年 | 紮職2                | 阿齊              |
| 2024年 | 紮職3                | 阿華              |
| 2024年 | 多想和你再見一面     | 鄒潤發            |
| 待上映 | 驱魔龙族马小玲       | 況天祐            |

### 配音
| 年份   | 名稱                     | 聲演角色 |
| 2009年 | 喜羊羊與灰太狼之牛氣衝天 | 灰太狼   |

### 主持
| 首播   | 節目                           | 類別         | 性質                 |
| 2000年 | 直check電視城                  | 網上節目     | 明星採訪             |
| 2000年 | 非常音樂空間                   | 音樂節目     | 主持                 |
| 2000年 | 和你玩得喜                     | 消閒節目     | 主持                 |
| 2000年 | 永安旅遊話你知點解海南島咁好玩 | 旅遊節目     | 主持                 |
| 2000年 | 英皇超新星大賽                 | 歌唱比賽     | 司儀                 |
| 2000年 | 中國奧運金牌選手龍的光輝大匯演 | 奧運節目     | 司儀                 |
| 2001年 | K-100                          | 娛樂資訊節目 | IJ (Internet Jockey) |
| 2001年 | 莫斯科奇幻馬戲之旅             | 聖誕特備節目 | 主持                 |
| 2006年 | 美麗遊學團                     | 港姐特備節目 | 嘉賓主持             |
| 2006年 | 加勒比海盜：決戰魔盜王製作特輯 | 電影特輯     | 主持                 |
| 2007年 | 星級廚房                       | 烹飪節目     | 嘉賓廚師             |
| 2008年 | 世界文化遺產                   | 記錄片       | 旁白                 |
| 2009年 | 尋味葡萄                       | 葡萄酒節目   | 主持                 |
| 2010年 | Life                           | 記錄片       | 旁白                 |
| 2011年 | 水之源(第一至五集)             | 記錄片       | 主持                 |
| 2016年 | 夏日甜心                       |              | 主持                 |
| 2019年 | 晚間看地球                     |              | 主持                 |

### 綜藝節目
| 播出日期      | 節目       | 類型               | 性質     |
| 2005年7月23日 | 綜藝節目   | 殘酷一叮(第二輯)   | 嘉賓評判 |
| 2007年6月23日 | 綜藝節目   | 殘酷一叮(第三輯)   | 嘉賓評判 |
| 2009年7月12日 | 綜藝節目   | 美女廚房 (第二輯)  | 嘉賓評判 |
| 2018年9月16日 | 時光的味道 | 飲食旅遊節目       | 嘉宾主持 |
| 2018年9月23日 | 時光的味道 | 飲食旅遊節目       | 嘉宾主持 |
| 2024年2月10日 | 遊戲節目   | 獎門人恭喜發財全盒 | 重溫片段 |

### 廣告
| 年份   | 名稱                                           |
| 1998年 | 陽光檸檬茶電視廣告                             |
| 1998年 | 萬眾電話硬照廣告                               |
| 2004年 | Inno Pocket電視廣告                            |
| 2005年 | Predige代言人及平面廣告                        |
| 2005年 | 奇華餅家硬照廣告                               |
| 2006年 | Oasis Homme平面廣告                            |
| 2006年 | Predige代言人及平面廣告                        |
| 2006年 | 出前一丁中華生麵 代言人及平面廣告              |
| 2006年 | 馬來西亞金加利餐廳（Kim Gary）代言人           |
| 2006年 | 馬拉松（Marathon Sports）九月份硬照廣告        |
| 2007年 | 馬來西亞金加利（Kim Gary）餐廳代言人           |
| 2007年 | TVB 情人節宣傳片 電視廣告                      |
| 2007年 | 蒙娜麗莎婚紗攝影代言人                         |
| 2008年 | 馬來西亞金加利（Kim Gary）餐廳代言人           |
| 2008年 | 泰林無線電行硬照廣告                           |
| 2008年 | MegaBox（商場）電視廣告                        |
| 2009年 | 馬來西亞金加利（Kim Gary）餐廳代言人           |
| 2009年 | Hammerエ牌鏡框代言人（平面廣告）               |
| 2009年 | 馬來西亞online game在綫遊戲“商業大亨”代言人    |
| 2009年 | MyTV PCCW Eye2 MOOV Live電視廣告               |
| 2009年 | MyTV PCCW MOOV樂手機 電視廣告                  |
| 2010年 | 八達通 Citibank 信用卡 電視廣告                |
| 2010年 | 緣系OSIM按摩小梳化：愛心意 Raymond             |
| 2010年 | 東芳香葉香水代言人                             |
| 2010年 | Hammerエ牌鏡框代言人（平面廣告）               |
| 2010年 | Balco手錶代言人                                |
| 2011年 | Balco手錶代言人                                |
| 2011年 | Hammerエ牌鏡框代言人（平面廣告）               |
| 2011年 | Uniqlo代言人                                   |
| 2012年 | Balco手錶代言人                                |
| 2012年 | Uniqlo代言人                                   |
| 2012年 | Online game在綫遊戲“热血三国2”东南亚地区代言人 |
| 2012年 | 豐澤代言人                                     |
| 2013年 | Balco手錶代言人                                |
| 2013年 | Uniqlo代言人                                   |
| 2013年 | Yamada Miyura代言人                            |

### 音樂MV
| 歌手   | MV                          |
| 陳敏之 | 《一息間的放縱》（TVB版）   |
| 陳曉東 | 《黑色領帶》（TVB版）       |
| 鄭雪兒 | 《換季》（TVB版）           |
| 張 茵  | 《漫遊》（TVB版）           |
| 鄭希怡 | 《技術性擊倒》（TVB版）     |
| 容祖兒 | 《一拍兩散》（TVB版）       |
| 黃鎧晴 | 《女子中學》                |
| 王菀之 | 《多愁善感》                |
| 蔡卓妍 | 《生還者》（TVB版）         |
| 黃宗澤 | 《全角度愛你》（TVB版）       |
| 黃宗澤 | 《全度愛你》                |
| 黃宗澤 | 《Hey Boy》                 |
| 黃宗澤 | 《普天同愛》                |
| 黃宗澤 | 《一代宗師》（TVB版）       |
| 黃宗澤 | 《一代宗師》                |
| 黃宗澤 | 《越過高山越過谷》（TVB版） |
| 黃宗澤 | 《越過高山越過谷》          |

## 音樂作品

### 電視劇歌曲
| 年份   | 歌曲名稱                        | 電視劇             | 性質           | 備註                                   | 收錄專輯                            |
| 2005年 | 家規                            | 我的野蠻奶奶       | 主題曲         | 與汪明荃、胡杏兒合唱                   | 《Best TVB Drama Hits》             |
| 2006年 | 無人愛                          | 上海傳奇           | 主題曲         |                                        |                                     |
| 2006年 | 第幾天                          | 賭場風雲           | 片尾曲         | 情人眼裏高一D插曲                      | 《歌影傳情》 《In Love With Bosco》 |
| 2006年 | 角色                            | 千謊百計           | 主題曲         |                                        |                                     |
| 2007年 | 強劍                            | 強劍               | 主題曲         | 與鄭嘉穎合唱                           | 《Best TVB Drama Hits》             |
| 2007年 | 我是勝利者                      | 強劍               | 主題曲(泰語版) | 與鄭嘉穎、Ruengsak Loychusak James合唱 | 《Best TVB Drama Hits》             |
| 2007年 | 有口難言                        | 大話妹             | 主題曲         | 外購劇                                 |                                     |
| 2008年 | 感激遇到你                      | 野蠻奶奶大戰戈師奶 | 插曲           | 與胡杏兒合唱                           | 胡杏兒 《Evolve》                   |
| 2010年 | Run                             | 東方神球           | 主題曲         | 外購劇 與吳卓羲合唱                    |                                     |
| 2011年 | 盡快愛 （页面存档备份，存于）   | 隔離七日情         | 主題曲         |                                        | 《Love TV 情歌精選 3》              |
| 2011年 | 底線                            | 潛行狙擊           | 片尾曲         |                                        | 《Love TV 情歌精選 3》              |
| 2013年 | 最後祝福 （页面存档备份，存于） | 好心作怪           | 片尾曲         |                                        |                                     |
| 2014年 | 聽風嘯                          | 少年神探狄仁傑     | 主題曲         |                                        |                                     |
| 2018年 | 雖然這個世界                    | 飛虎之潛行極戰     | 片尾曲         | 與吳卓羲合唱                           |                                     |
| 2022年 | 道别昨天                        | 法證先鋒V          | 插曲           |                                        |                                     |

### 其他歌曲
| 年份   | 歌曲名稱             | 節目                      | 性質   | 備註                                       | 收錄專輯                           |
| 2003年 | 算你狠               | 全城投入電視廣播新里程    | 廣告歌 | 與胡諾言合唱                               |                                    |
| 2004年 | 遇強愈勇             | 無綫電視2004年雅典奧運    | 主題曲 | 與林峯、吳卓羲、馬國明、黎諾懿、陳鍵鋒合唱 |                                    |
| 2005年 | 哪吒傳奇             | 動畫《哪吒傳奇》          | 主題曲 | 流行南方粵語兒歌大匯第 10 位（上榜中）     | 《kid.kid.kid》                    |
| 2005年 | 神話                 | 動畫《希臘封神榜》        | 主題曲 |                                            | 《kid.kid.kid》                    |
| 2005年 |                      | 無綫電視2006年世界盃      | 主題曲 | 與林峯、鄭嘉穎、吳卓羲合唱                 |                                    |
| 2006年 | 軍曹Again            | 動畫《Keroro軍曹》        | 主題曲 | 陸惠玲獨白（只限TV版）                     |                                    |
| 2007年 | 微微笑               | 動畫《Keroro軍曹》        | 主題曲 | 與鄭嘉穎合唱                               |                                    |
| 2008年 | 光輝的印記           | 無綫電視2008年北京奧運    | 主題曲 | TVB群星合唱                                |                                    |
| 2010年 | 勁爆Metal Fight      | 動畫《爆旋陀螺 鋼鐵戰魂》 | 主題曲 |                                            |                                    |
| 2011年 | 上善若水             | 《水之源》                | 主題曲 | 另有林欣彤及許廷鏗主唱版本                 |                                    |
| 2012年 | 太錯                 | 電影《等我愛你》          | 主題曲 |                                            | 《Love TV 情歌精選 3》             |
| 2012年 | 最幸福的事（劇場版） |                           | 流行曲 | 鍾嘉欣主唱，黃宗澤獨白                     | 《Love Love Love（最幸福特別版）》 |

### 動畫歌曲
- 2005年：哪吒傳奇（動畫《哪吒傳奇》粵語片頭曲，內地電台南方生活廣播「流行南方粵語兒歌大匯」第 4 位（上榜中））
- 2005年：希臘封神榜（又名：神話，動畫《希臘封神榜》粵語片頭曲）
- 2006年：軍曹Again（電視版獨白：陸惠玲，動畫《KERORO軍曹》第 2 首粵語片頭曲）
- 2007年：微微笑（與鄭嘉穎合唱，動畫《KERORO軍曹》第 3 首粵語片頭曲）
- 2010年：勁爆Metal Fight（動畫《爆旋陀螺 鋼鐵戰魂》粵語片頭曲）

### 個人專輯
| 年份          | 專輯名稱           | 曲目 | 備註 |
| 2008年12月5日 | In Love With Bosco | In Love With Bosco 曲目 CD 1. 全角度爱你 2. Hey Boy 3. 多謝試用 4. 忙甚麼 5. 普天同愛 6. 第幾天（TVB劇集「賭場風雲」片尾曲） DVD 1. 全角度愛你 MV 2. Hey Boy MV 3. 普天同愛 MV | 黃宗澤首張個人EP。新碟收錄了六首精彩的歌曲，除了有早已面世的《賭場風雲》的片尾曲「第幾天」外，第一首派台歌曲「全角度愛你」節奏輕快，唱出戀愛中快樂的時光。另一首派台歌曲「Hey Boy」則是首火熱快歌。 |
| 2010年6月3日  | Bravo              | Bravo 曲目 CD 1. 一代宗師 2. 越過高山越過谷 3. BW1213 4. 畏高 5. 千金亂散 DVD 1. 一代宗師 MV 2. 越過高山越過谷 MV                                                              | 黃宗澤第二張個人EP。新碟收錄了五首的歌曲及兩個MV。 |

### 派台歌曲成績
| 派台歌曲成績       | 派台歌曲成績   | 派台歌曲成績 | 派台歌曲成績 | 派台歌曲成績 | 派台歌曲成績 | 派台歌曲成績                                    |
| ------------------ | -------------- | ------------ | ------------ | ------------ | ------------ | ----------------------------------------------- |
| 大碟               | 歌曲           | 903          | RTHK         | 997          | TVB          | 備註                                            |
| 2008年             |                |              |              |              |              |                                                 |
| In Love With Bosco | 全角度愛你     | -            | 9            | 4            | 1            |                                                 |
| In Love With Bosco | Hey Boy        | -            | -            | 3            | 1            |                                                 |
| In Love With Bosco | 多謝試用       | -            | -            | -            | -            |                                                 |
| In Love With Bosco | 普天同愛       | -            | -            | -            | -            |                                                 |
| 2010年             |                |              |              |              |              |                                                 |
| Bravo              | 一代宗師       | -            | -            | 4            | 2            |                                                 |
| Bravo              | 越過高山越過谷 | -            | -            | 5            | 1            |                                                 |
| Bravo              | 千金亂散       | 12           | -            | 5            | -            |                                                 |
|                    | Run            | -            | -            | -            | -            | 與吳卓羲合唱 無綫外購劇《東方神球》香港版主題曲 |
| 2011年             |                |              |              |              |              |                                                 |
| Love TV 情歌精選 3 | 盡快愛         | -            | -            | -            | 1            | 無綫電視劇《隔離七日情》主題曲                  |
| Love TV 情歌精選 3 | 底線           | -            | -            | -            | -            | 無綫電視劇《潛行狙擊》片尾曲                    |
| 2012年             |                |              |              |              |              |                                                 |
| Love TV 情歌精選 3 | 太錯           | -            | -            | -            | -            | 電影《等我愛你》主題曲                          |
| 2013年             |                |              |              |              |              |                                                 |
|                    | 最後祝福       | -            | -            | -            | 1            | 無綫電視劇《好心作怪》片尾曲                    |
| 2018年             |                |              |              |              |              |                                                 |
|                    | 雖然…這個世界  | -            | -            | -            | -            | 與吳卓羲合唱 無綫電視劇《飛虎之潛行極戰》片尾曲 |

| 各台冠軍歌總數 | 各台冠軍歌總數 | 各台冠軍歌總數 | 各台冠軍歌總數 | 各台冠軍歌總數   |
| -------------- | -------------- | -------------- | -------------- | ---------------- |
| 903            | RTHK           | 997            | TVB            | 備註             |
| 0              | 0              | 0              | 5              | 四台冠軍歌總數:0 |

## 無綫月曆
- 2004年：11月（版本二）–黎諾懿、馬國明、胡定欣、陳鍵鋒、唐寧
- 2005年：1月–陳鍵鋒、佘詩曼
- 2006年：5/6月–高鈞賢、陳法拉、陳敏之、廖碧兒、吳卓羲、胡杏兒、丘凱敏、黎諾懿
- 2007年：8月–黃德斌、陳法拉、黃長發
- 2008年：4月–崔建邦、王喜、廖碧兒、謝天華、楊怡
- 2009年：1月–鍾嘉欣、林峯、徐子珊
- 2013年：1月–鍾嘉欣、林峯、徐子珊、陈茵媺
- 2014年：1月–鍾嘉欣、吳卓羲、唐詩詠、黃智雯、苟芸慧、馬賽、黃翠如
- 2015年：8月–郭羨妮、田蕊妮、黎耀祥、岑麗香

## 電視獎項

### 萬千星輝頒獎典禮
| 年份   | 獎項                                 | 劇集                     | 角色           | 結果     |
| ------ | ------------------------------------ | ------------------------ | -------------- | -------- |
| 2005年 | 最佳男主角                           | 我的野蠻奶奶             | 甯茂春         | 提名     |
| 2005年 | 飛躍進步男藝員                       | 我的野蠻奶奶             | 甯茂春         | 獲獎     |
| 2006年 | 最佳男主角                           | 天幕下的戀人             | 權 力          | 提名     |
| 2006年 | 我最喜愛的電視男角色                 | 天幕下的戀人             | 權 力          | 提名     |
| 2007年 | 最佳男主角                           | 強劍                     | 成 風          | 提名     |
| 2007年 | 我最喜愛的電視男角色                 | 賭場風雲                 | 張來富／齊歡樂 | 提名     |
| 2007年 | 內地觀眾最喜愛TVB男藝人              | 不適用                   | 不適用         | 最後五強 |
| 2008年 | 我最喜愛的電視男角色                 | 野蠻奶奶大戰戈師奶       | 戈 德          | 提名     |
| 2008年 | 時尚魅力大獎                         | 不適用                   | 不適用         | 提名     |
| 2008年 | tvb.com人氣大獎                      | 不適用                   | 不適用         | 提名     |
| 2009年 | 最佳男主角                           | 烈火雄心3                | 方履安         | 最後五強 |
| 2010年 | 最佳男主角                           | 摘星之旅                 | 鍾林大         | 提名     |
| 2011年 | 非凡風采男藝員                       | 不適用                   | 不適用         | 獲獎     |
| 2011年 | 最佳男主角                           | 潛行狙擊                 | 蘇星柏         | 最後五強 |
| 2011年 | 我最喜愛的電視男角色                 | 潛行狙擊                 | 蘇星柏         | 最後五強 |
| 2012年 | 最佳男主角                           | 護花危情                 | 許瑋琛         | 提名     |
| 2012年 | 我最喜愛的電視男角色                 | 護花危情                 | 許瑋琛         | 提名     |
| 2013年 | 最佳男主角                           | 好心作怪                 | 姚日山／姚月山 | 提名     |
| 2013年 | 最受歡迎電視男角色                   | 好心作怪                 | 姚日山／姚月山 | 提名     |
| 2014年 | 最佳男主角                           | 點金勝手                 | 卓 彧          | 最後五強 |
| 2014年 | 最受歡迎電視男角色                   | 點金勝手                 | 卓 彧          | 提名     |
| 2014年 | 中國內地最受歡迎TVB劇男藝人          | 點金勝手                 | 卓 彧          | 獲獎     |
| 2015年 | 最佳男主角                           | 無雙譜                   | 張 珍          | 提名     |
| 2015年 | 最受歡迎電視男角色                   | 無雙譜                   | 張 珍          | 提名     |
| 2015年 | 中國內地最受歡迎TVB劇男藝人          | 無雙譜                   | 張 珍          | 獲獎     |
| 2016年 | 最佳男主角                           | 幕後玩家                 | 秦昇海         | 最後五強 |
| 2016年 | 最受歡迎電視男角色                   | 幕後玩家                 | 秦昇海         | 提名     |
| 2016年 | 最受歡迎劇集搭檔（與蕭正楠、張繼聰） | 幕後玩家                 | 不適用         | 提名     |
| 2017年 | 最佳男主角                           | 溏心風暴3                | 凌乘風         | 提名     |
| 2017年 | 最受歡迎電視男角色                   | 溏心風暴3                | 凌乘風         | 提名     |
| 2022年 | 最佳男主角                           | 法證先鋒V                | 余星柏         | 最後十強 |
| 2022年 | 最受歡迎電視男角色                   | 法證先鋒V                | 余星柏         | 提名     |
| 2022年 | 馬來西亞最喜愛TVB男主角              | 法證先鋒V                | 余星柏         | 最後五強 |
| 2022年 | 最受歡迎電視拍檔（與王敏奕）         | 法證先鋒V                | 不適用         | 提名     |
| 2023年 | 大灣區最喜愛TVB男主角                | 廉政狙擊                 | 洛子峰         | 獲獎     |
| 2023年 | 最佳男主角                           | 廉政狙擊                 | 洛子峰         | 提名     |
| 2023年 | 最佳男主角                           | 疊影狙擊                 | 袁晟傑         | 最後十強 |
| 2023年 | 馬來西亞最喜愛TVB男主角              | 疊影狙擊                 | 袁晟傑         | 提名     |
| 2024年 | 大灣區最喜愛TVB男主角                | 法證先鋒VI：倖存者的救贖 | 余星柏         | 最後五強 |
| 2024年 | 最佳男主角                           | 法證先鋒VI：倖存者的救贖 | 余星柏         | 最後十強 |
| 2024年 | 馬來西亞最喜愛TVB男主角              | 法證先鋒VI：倖存者的救贖 | 余星柏         | 提名     |

### Astro華麗台電視劇大獎
| 年份   | 獎項             | 劇集         | 角色   | 結果 |
| ------ | ---------------- | ------------ | ------ | ---- |
| 2006年 | 我的至愛極品造型 | 我的野蠻奶奶 | 甯茂春 | 獲獎 |
| 2006年 | 我的至愛角色     | 我的野蠻奶奶 | 甯茂春 | 獲獎 |
| 2007年 | 我的至愛角色     | 天幕下的戀人 | 權 力  | 獲獎 |
| 2008年 | 我的至愛角色     | 千謊百計     | 呂 濤  | 獲獎 |

### MY AOD我的最愛頒獎典禮
| 年份   | 獎項                   | 劇集     | 角色   | 結果 |
| ------ | ---------------------- | -------- | ------ | ---- |
| 2011年 | 我的最愛角色           | 潛行狙擊 | 蘇星柏 | 獲獎 |
| 2012年 | 十五大我的最愛電視角色 | 護花危情 | 許瑋琛 | 獲獎 |

### 星和無線電視大獎
| 年份   | 獎項                          | 劇集     | 角色   | 結果 |
| ------ | ----------------------------- | -------- | ------ | ---- |
| 2011年 | 我最愛TVB電視男角色           | 摘星之旅 | 钟林大 | 獲獎 |
| 2012年 | 我最愛TVB電視男角色           | 潛行狙擊 | 苏星柏 | 獲獎 |
| 2013年 | 我最愛TVB男藝人（新加坡视帝） | 不適用   | 不適用 | 獲獎 |
| 2013年 | 我最愛TVB電視男角色           | 護花危情 | 許瑋琛 | 獲獎 |
| 2013年 | 我最愛TVB螢幕情侶（與周麗淇） | 好心作怪 | 不適用 | 獲獎 |
| 2014年 | 我最愛TVB電視男角色           | 點金勝手 | 卓 彧  | 獲獎 |

### TVB 馬來西亞星光薈萃頒獎典禮
| 年份   | 獎項              | 劇集     | 角色           | 結果 |
| ------ | ----------------- | -------- | -------------- | ---- |
| 2013年 | 最喜愛TVB電視角色 | 好心作怪 | 姚日山／姚月山 | 獲獎 |
| 2014年 | 最喜愛TVB電視角色 | 點金勝手 | 卓 彧          | 獲獎 |

### 壹電視大獎
| 年份   | 獎項                  | 結果 |
| ------ | --------------------- | ---- |
| 2006年 | 十大電視藝人 - 第三位 | 獲獎 |
| 2007年 | 十大電視藝人 - 第六位 | 獲獎 |
| 2008年 | 十大電視藝人 - 第七位 | 獲獎 |
| 2010年 | 十大電視藝人 - 第七位 | 獲獎 |
| 2011年 | 十大電視藝人 - 第七位 | 獲獎 |
| 2012年 | 十大電視藝人 - 第六位 | 獲獎 |

### YAHOO!搜尋人氣大獎
| 年份   | 獎項                 | 結果 |
| ------ | -------------------- | ---- |
| 2007年 | 搜尋人氣急升電視藝人 | 獲獎 |
| 2008年 | 搜尋人氣急升電視藝人 | 獲獎 |

### 其他獎項
| 年份   | 頒獎/機構                                       | 獎項                              | 作品         | 角色   | 結果 |
| ------ | ----------------------------------------------- | --------------------------------- | ------------ | ------ | ---- |
| 2005年 | 點正娛樂                                        | 勁爆男電視人氣王                  | 不適用       | 不適用 | 獲獎 |
| 2006年 | HAPPY SHOP                                      | 最具活力藝人大獎                  | 不適用       | 不適用 | 獲獎 |
| 2006年 | TVB周刊最強人氣大獎                             | 十大最強人氣角色                  | 我的野蠻奶奶 | 甯茂春 | 獲獎 |
| 2006年 | Predige瑞士肌膚營養站                           | 肌膚星大獎                        | 不適用       | 不適用 | 獲獎 |
| 2006年 | 演藝家年獎                                      | 我最喜愛男電視藝員 銅獎           | 不適用       | 不適用 | 獲獎 |
| 2008年 | The Most Promising Star頒獎典禮                 | The Most Promising Star           | 不適用       | 不適用 | 獲獎 |
| 2008年 | 香港國際影視展及香港亞洲電影投資會2008          | 最受歡迎的男電視藝人 （六名之一） | 不適用       | 不適用 | 獲獎 |
| 2008年 | 《HIM 》8週年紀念派對暨頒獎典禮                 | Cover Star Award                  | 不適用       | 不適用 | 獲獎 |
| 2008年 | 世紀櫻花客戶答謝會暨頒獎盛典                    | 時尚魅力男藝人                    | 不適用       | 不適用 | 獲獎 |
| 2009年 | 第15屆上海電視節觀眾票選頒獎禮                  | 最具潛力男演員                    | 珠光寶氣     | 石泰川 | 獲獎 |
| 2011年 | 第23屆 香港時裝設計師協會《十大最佳衣著頒獎禮》 | 「時尚‧視野」大獎                 | 不適用       | 不適用 | 獲獎 |
| 2012年 | TVB周刊                                         | TVB最強人氣螢幕情侶（與胡杏兒）   | 我的野蠻奶奶 | 不適用 | 獲獎 |
| 2014年 | 第6屆 歐洲萬像國際華語電影節                    | 最佳男主角                        | 男人唔可以窮 | 薛可正 | 獲獎 |
| 2022年 | AEG 娛樂人氣王2022                              | 最佳男演員（電視劇）              | 法證先鋒V    | 余星柏 | 獲獎 |

## 音樂獎項
| 年份   | 獎項                                                                   | 結果 |
| ------ | ---------------------------------------------------------------------- | ---- |
| 2005年 | TVB兒歌金曲頒獎典禮 兒歌金曲銅獎 ～ 《哪吒傳奇》                       | 獲獎 |
| 2005年 | TVB兒歌金曲頒獎典禮 十大兒歌金曲 ～ 《哪吒傳奇》                       | 獲獎 |
| 2006年 | 新城勁爆兒歌頒獎禮 新城勁爆兒歌 ～ 《哪吒傳奇》                        | 獲獎 |
| 2006年 | 新城勁爆網絡最受歡迎兒歌大獎 ～ 《哪吒傳奇》                           | 獲獎 |
| 2006年 | 新城勁爆兒歌男歌手                                                     | 獲獎 |
| 2007年 | TVB兒歌金曲頒獎典禮 十大兒歌金曲 ～ 《軍曹Again》                      | 獲獎 |
| 2007年 | 新城勁爆兒歌頒獎禮 新城勁爆兒歌 ～ 《軍曹Again》                       | 獲獎 |
| 2007年 | 新城勁爆兒歌 ～ 《微微笑》（與鄭嘉穎合唱）                             | 獲獎 |
| 2007年 | 新城勁爆兒歌男歌手                                                     | 獲獎 |
| 2008年 | 新城勁爆頒獎禮 新城勁爆新登場男歌手                                    | 獲獎 |
| 2008年 | 2008年度十大勁歌金曲頒獎典禮 最受歡迎男新人獎 銀獎                     | 獲獎 |
| 2008年 | SINA MUSIC樂壇民意指數頒獎禮 我最喜愛男新人獎 金獎                     | 獲獎 |
| 2009年 | IFPI香港唱片銷量大獎 最暢銷本地男新人                                  | 獲獎 |
| 2009年 | 2009勁歌金曲優秀選第一回 候選歌曲 - 全角度愛你、Hey Boy                | 提名 |
| 2009年 | 2009年度十大勁歌金曲頒獎典禮 十大勁歌金曲獎 - 全角度愛你、Hey Boy      | 提名 |
| 2010年 | 2010年度十大勁歌金曲頒獎典禮 十大勁歌金曲獎 - 一代宗師、越過高山越過谷 | 提名 |
| 2010年 | 2010年度十大勁歌金曲頒獎典禮 最受歡迎合唱歌曲獎 - Run（與吳卓羲合唱）  | 提名 |
| 2010年 | 2010年度十大勁歌金曲頒獎典禮 最受歡迎改編歌曲獎 - 一代宗師             | 提名 |
| 2011年 | 2011勁歌金曲優秀選第一回 候選歌曲 - 盡快愛                             | 提名 |
| 2013年 | 2013勁歌金曲優秀選第一回 得獎歌曲 - 最後祝福                           | 獲獎 |
| 2013年 | 2013年度勁歌金曲頒獎典禮 勁歌金曲獎 - 最後祝福                         | 提名 |
| 2013年 | 2013年度勁歌金曲頒獎典禮 最受歡迎電視劇歌曲獎 - 最後祝福               | 提名 |
| 2013年 | 2013年度勁歌金曲頒獎典禮 最受歡迎男歌星                                | 提名 |

## 外部連結
- 黃宗澤官方網頁 （页面存档备份，存于）
- 黃宗澤的Facebook專頁
- 黃宗澤的Instagram帳戶
- 黃宗澤的新浪微博
- 黃宗澤的小紅書帳戶 （页面存档备份，存于）
- 黃宗澤的快手帳戶（页面存档备份，存于）
- 黃宗澤在互联网电影资料库（IMDb）上的資料（英文）
- 黃宗澤在香港影庫上的簡介
- 黃宗澤在豆瓣上的资料（简体中文）
- 黃宗澤在时光网上的簡介（简体中文）